# Giuseppe Palomba
Giuseppe Palomba (abans de 1765 - després de 1825) va ser un llibretista italià.
Nebot del poeta i llibretista Antonio Palomba, va estar actiu a Nàpols, on potser havia nascut, entre 1765 i 1825. Va escriure més de 300 llibres als quals van posar música els compositors d'òpera més importants del moment. Tot i que era menys poètic que el seu oncle Antonio, que encara gaudia d'una gran reputació en la seva època.

## Llibrets
- Il corsaro algerino (musicat per Gennaro Astarita, 1765)
- La vedova capricciosa (musicat per Giacomo Insanguine, 1765)
- La donna di tutti i caratteri (musicat per Domenico Cimarosa, 1775)
- Il matrimonio in contrasto (musicat per Pietro Alessandro Guglielmi, 1776)
- Il fanatico per gli antichi romani (musicat per Domenico Cimarosa, 1777)
- L'Armida immaginaria (musicat per Domenico Cimarosa, 1777)
- I fuorusciti (musicat per Pietro Alessandro Guglielmi, 1777)
- I matrimoni per inganno (musicat per Giuseppe Curcio, 1779)
- Il raggiratore di poca fortuna (musicat per Pietro Alessandro Guglielmi, 1779)
- Narcisso (musicat per Pietro Alessandro Guglielmi, 1779)
- I finti nobili (musicat per Domenico Cimarosa, 1780)
- Il millantatore (musicat per Giuseppe Curcio, 1780)
- La dama avventuriera (musicat per Pietro Alessandro Guglielmi, 1780)
- L'albergatrice vivace (musicat per Luigi Caruso, 1780)
- Il falegname (musicat per Domenico Cimarosa, 1780)
- Le nozze in commedia (musicato Pietro Alessandro Guglielmi, 1781)
- Il matrimonio in commedia (musicat per Luigi Caruso, 1781)
- L'amante combattuto dalle donne di punto (musicat per Domenico Cimarosa, 1781)
- La fiera di Brindisi (musicat per Giuseppe Giordani, 1781)
- Lo sposo di tre, e marito di nessuna (musicat per Giuseppe Giordani, 1781; musicat per Francesco Gnecco, 1793)
- Il convito (musicat per Giuseppe Giordani, 1782)
- La semplice ad arte (musicat per Pietro Alessandro Guglielmi, 1782)
- La bellerina amante (musicat per Domenico Cimarosa, 1782)
- Il vecchio burlato (musicat per Luigi Caruso, 1783)
- I due baroni di Rocca Azzurra (musicat per Domenico Cimarosa, 1783)
- La villana riconosciuta (musicat per Domenico Cimarosa, 1783)
- Chi dell'altrui si veste presto si spoglia (musicat per Domenico Cimarosa, 1783)
- La Quakera spiritosa (musicat per Pietro Alessandro Guglielmi, 1783)
- La donna amante di tutti, e fedele a nessuno (musicat per Pietro Alessandro Guglielmi, 1783)
- L'intrigo delle mogli (musicat per Giuseppe Gazzaniga, 1783)
- Le quattro stagioni (musicat per Luigi Caruso, 1784)
- Puntigli e gelosie tra moglie e marito (musicat per Luigi Caruso, 1784)
- Le tre fanatiche (musicat per Gaetano Andreozzi, 1785)
- La donna sempre al suo peggior s'appiglia (musicat per Domenico Cimarosa, 1785)
- Le gare generose
- L'inganno amoroso (musicat per Pietro Alessandro Guglielmi, 1786)
- Le astuzie villane (musicat per Pietro Alessandro Guglielmi, 1786)
- La convulsione (musicat per Luigi Caruso, 1787; musicat per Giuseppe Curcio, 1787)
- Gli amanti trappolieri (musicat per Vincenzo Fabrizi, 1787)
- Gl'inganni delusi (musicato di Pietro Alessandro Guglielmi, 1789)
- La serva innamorata (musicat per Pietro Alessandro Guglielmi, 1790)
- Le false apparenze (musicat per Pietro Alessandro Guglielmi, 1791)
- Amor tra le vendemmie (musicat per Pietro Alessandro Guglielmi, 1792)
- Il medico parigino o sia L'amalato per amore (musicat per Gennaro Astarita, 1792)
- Il fanatico per gli antichi romani (musicat per Giuseppe Palomba, 1792)
- I traci amanti (musicat per Domenico Cimarosa, 1793)
- La lanterna di Dionege (musicat per Pietro Alessandro Guglielmi, 1793)
- Admeto (musicat per Pietro Alessandro Guglielmi, 1794)
- Le astuzie femminili (musicat per Domenico Cimarosa, 1794)
- La pupilla astuta (1794)
- La serva innamorata (1794)
- L'uomo indolente (musicat per Giuseppe Farinelli, 1795)
- L'astuta in amore, ossia Il furbo malaccorta (musicat per Valentino Fioravanti, 1795)
- L'indolente (musicat per Francesco Gnecco, 1797)
- Le nozze a dispetto (musicat per Giuseppe Curcio, 1797)
- Le cantatrici villane (musicat per Valentino Fioravanti, 1799)
- Gli amanti in cimento (musicat per Pietro Carlo Guglielmi, 1800)
- La fiera (musicat per Pietro Carlo Guglielmi, 1801)
- Le convenienze teatrali (musicat per Pietro Carlo Guglielmi, 1801)
- La serva bizzarra (musicat per Pietro Carlo Guglielmi, 1803)
- Il naufragio fortunato (musicat per Pietro Carlo Guglielmi, 1804)
- L'equivoco fra gli sposi (musicat per Pietro Carlo Guglielmi, 1804)
- Amor tutto vince (musicat per Pietro Carlo Guglielmi, 1805)
- Bref il sordo (musicat per Luigi Capotorti, 1805)
- La sposa del Tirolo (musicat per Pietro Carlo Guglielmi, 1806)
- Amori e gelosie tra congiunti (musicat per Pietro Carlo Guglielmi, 1807)
- Le nozze in campagna (musicat per Pietro Carlo Guglielmi, 1807)
- Le due simili in una (musicat per Pietro Carlo Guglielmi, 1811)
- L'avaro (musicat per Giacomo Cordella, 1814)
- L'amore e dispetto (musicat per Pietro Carlo Guglielmi, 1816)
- Lo scaltro millantatore (musicat per Giacomo Cordella, 1819)
- I due furbi (musicat per Giacomo Cordella, 1835)